# Neoserolis inermis
Neoserolis inermis is een pissebed uit de familie Serolidae. De wetenschappelijke naam van de soort is voor het eerst geldig gepubliceerd in 1974 door Moreira.